# Mahole
Mahole est un village de la région du Centre du Cameroun, situé dans la commune de Dibang. 

## Population et développement
En 1962, la population de Mahole était de 181 habitants. La population de Mahole était de 230 habitants dont 113 hommes et 117 femmes, lors du recensement de 2005.     